# Крещение Руси (монета)
Крещение Руси — памятная монета Национального банка Украины. Посвящена рождению в городе Вифлееме 2000 лет назад от Девы Марии и Святого Духа Сына Божьего — Иисуса Христа, основателя христианского вероучения.
Монета была введена в оборот 16 ноября 2000 года. Принадлежит серии «2000-летие Рождества Христова».

## Описание монеты и характеристики
| Номинал грн. | Металл     | Масса, г | Диаметр, мм | Качество изготовления | Гурт     | Тираж, штук |
| ------------ | ---------- | -------- | ----------- | --------------------- | -------- | ----------- |
| 5            | нейзильбер | 16,54    | 35,0        | обычная               | рифлёный | 100 000     |

### Аверс
На аверсе монеты между двумя фигурами ангелов находится изображение малого Государственного герба Украины и надписи: «УКРАЇНА» и «5 ГРИВЕНЬ», «2000», и логотип Монетного двора Национального банка Украины.

### Реверс
На реверсе монеты на переднем плане расположена крестоподобная композиция с изображением князя Владимира-Крестителя на фоне сцены крещения киевлян и стилизованная надпись: «ХРЕЩЕННЯ РУСІ».

## Авторы
- Художник — Чайковский Роман.
- Скульптор — Чайковский Роман.

## Стоимость монеты
Цену монеты — 5 гривен — установил Национальный банк Украины в период реализации монеты через его филиалы в 2000 году.
Фактическая приблизительная стоимость монеты с годами изменялась так:
| Год        | 2010 | 2011 | 2012 | 2013 | 2014 |
| ---------- | ---- | ---- | ---- | ---- | ---- |
| Цена, грн. | 60   | 70   | 80   | 80   | 92   |